# Starrtjärnen (Sorsele socken, Lappland, vid Tjålmliden)
Starrtjärnen är en sjö i Sorsele kommun i Lappland och ingår i Umeälvens huvudavrinningsområde.
Starrtjärnen ligger i Vindelfjällen Natura 2000-område.